# Saint-Denis water-polo
Saint-Denis Water Polo est un club de water-polo de Saint-Denis, évoluant en  National 2 Féminin.
Les entrainements se font au Centre Nautique La Baleine.

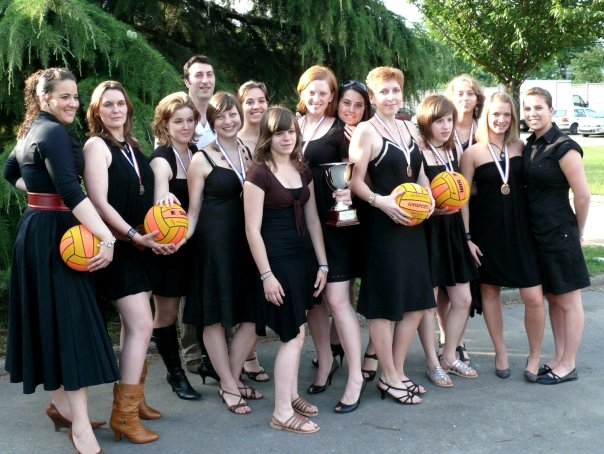
Les filles du SDUS avec le président du club Jérôme Coville après avoir gagné le National 2 en juin 2009.

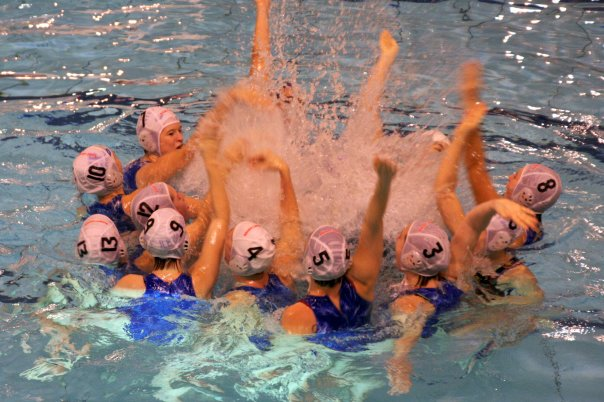
Les filles du SDUS et leur cri de guerre: "on n'est pas des hippos, on n'est pas des manchos, on est des crocos!".

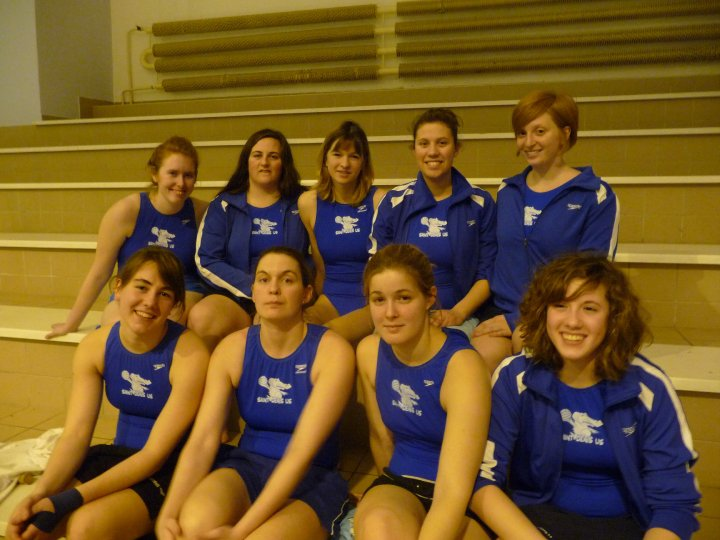
Les filles du SDUS en stage en Slovaquie.

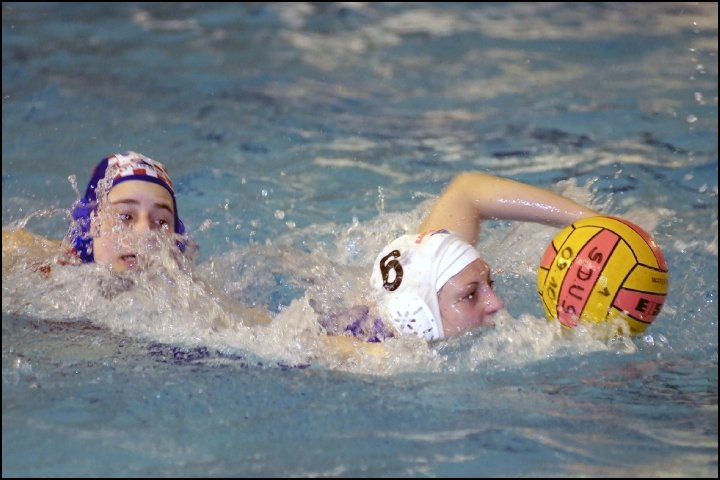
Gaelle, attaquante de l'équipe, en pleine action.

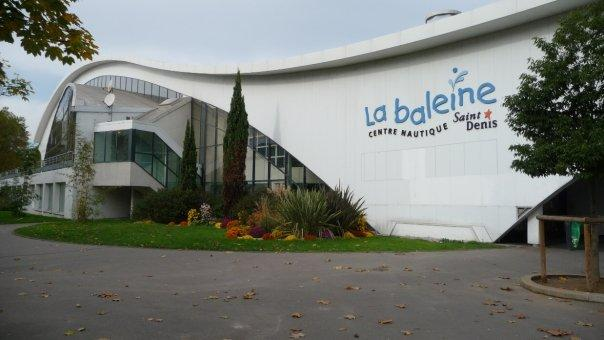
La piscine La Baleine à St Denis ou le SDUS joue.

## Historique
Depuis plus de 25 ans, la section permet la pratique du Water Polo à Saint-Denis. Ses 140 adhérents, du plus jeune (2001) au plus “expérimenté” (1955), sont répartis dans 8 équipes qui ont disputé divers championnats régionaux et nationaux. Cette activité, ouverte aux filles et aux garçons, est structurée autour d’une école de polo pour les jeunes de 8 à 16 ans et d’un groupe adulte pour les plus âgés. 
Les couleurs du club sont le bleu et l'or avec comme emblème le crocodile, d'où le nom des joueuses de Saint-Denis : les CROCOS !
En 2009, l'équipe féminine remporte son premier titre avec une saison sans faute en  National 2.

## Palmarès
- National 2 : saison 2008/2009.
- National 1 et 2 : saison 2009/2010.
- National 2 et CIF :saison 2010/2011.